# فوه (مركز)
مركز فوّه، مركز إداري مصري. يقع في غرب محافظة كفر الشيخ الواقعة أقصى شمال جمهورية مصر العربية. مدينة فوه عاصمة المركز.

## التقسيم الإداري
يضم المركز 4 وحدات قروية رئيسية، بهم إجمالي 5 قري توابع و64 عزبة:
- قبريط: منية الأشراف، عربان.
- سنديون: شمشيرة.
- السالمية.
- أبو دراز: الفتوح، المنشأة المستجدة.